# Buch (Eitorf)
Buch war ein Ortsteil der Gemeinde Eitorf in Nordrhein-Westfalen und ist untergegangen.

## Lage
Der Hof lag an der Sieg zwischen Merten und Lützgenauel. Damals erstreckte sich hier ein Nebenarm der Sieg, der durch die Begradigung zum Bau der Siegstrecke verschwand.

## Geschichte
Buch, auch Bücherhof oder Bog genannt, wurde erstmals 1656 erwähnt. Der Name leitet sich vermutlich von Bogen ab, was das Gelände beschreibt. Das Gut war ein Halfenhof der Herren von Scheidt genannt Weschpfennig.
In den Eitorfer Kirchenbüchern ab 1656 wird ein Buchmüller erwähnt, was auf den Betrieb einer Mühle an dem Siegarm hinweisen könne, zumal der Landstreifen zwischen Steilhang und Ufer für wirtschaftlichen Ackerbau nicht ausreichend scheint.
Zu seiner Zeit lag der Hof in der Honschaft Irlenbach mit Bourauel als Hauptort. Heute weist nur noch die Flur Im Bücherberg auf das Anwesen hin.

## Einwohner
1821 hatte der Hof zehn Bewohner. 1845 war er nicht mehr im Verzeichnis enthalten.